# Rue Notre-Dame
Die Rue Notre-Dame (englisch Notre-Dame Street) ist eine bedeutende Straße in Montreal. Sie beginnt im Arrondissement Lachine an der Autoroute 20. Anschließend führt durch den östlichen Teil des Stadtzentrums und die Altstadt (Vieux-Montréal) und folgt danach dem Ufer des Sankt-Lorenz-Stroms bis zur Nordspitze der Île de Montréal, wo sie nach 35 Kilometern endet. Der Boulevard Saint-Laurent teilt die Straße in einen westlichen und in einen östlichen Teil.

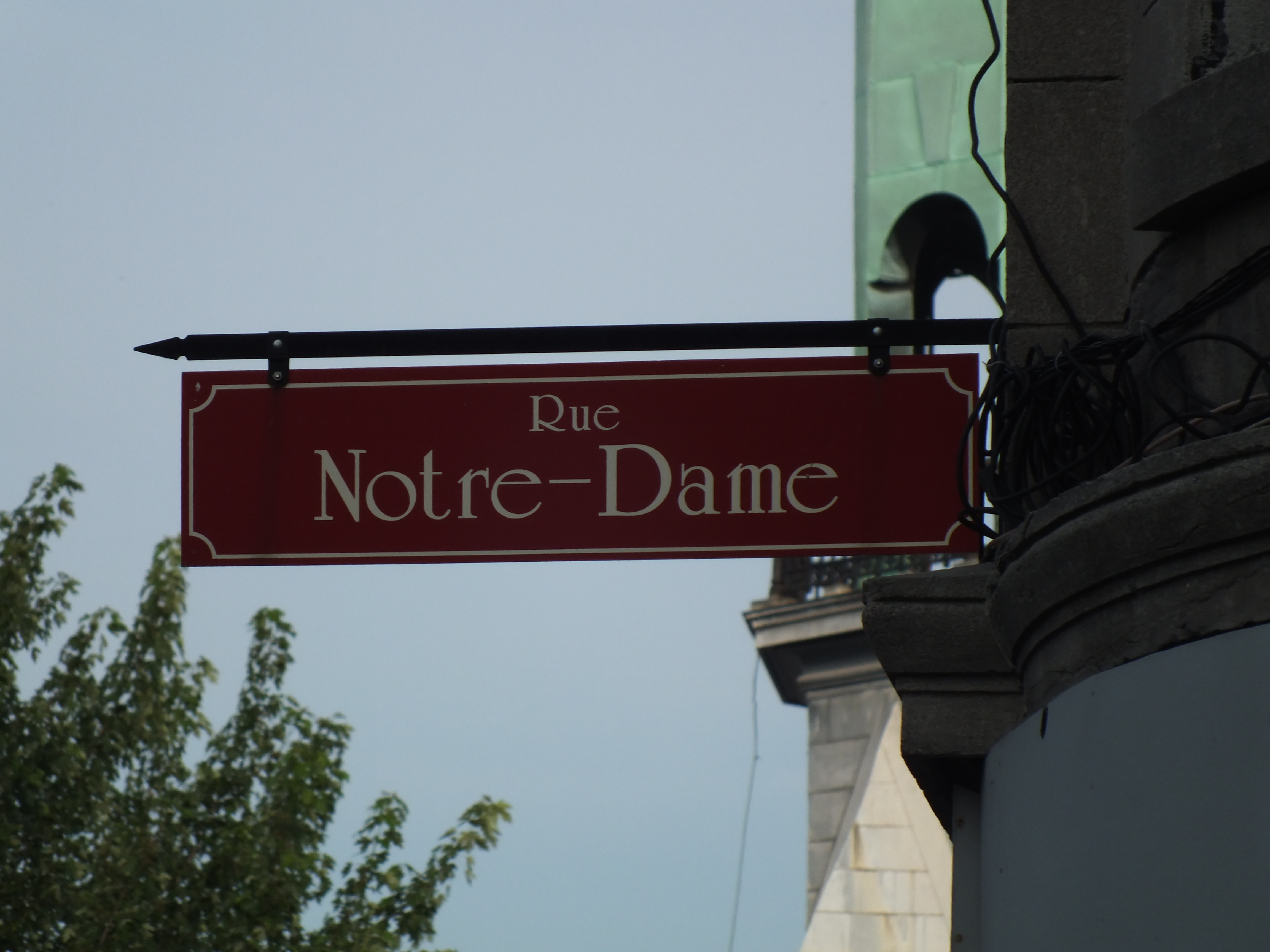
Rue Notre-Dame

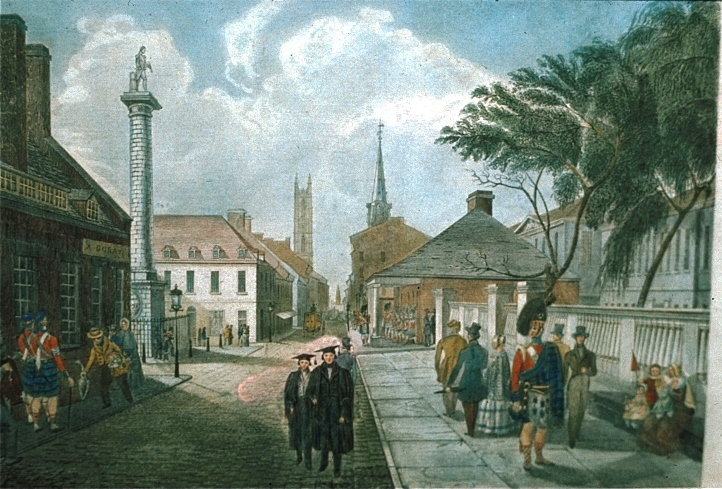
Rue Notre-Dame um 1843/44

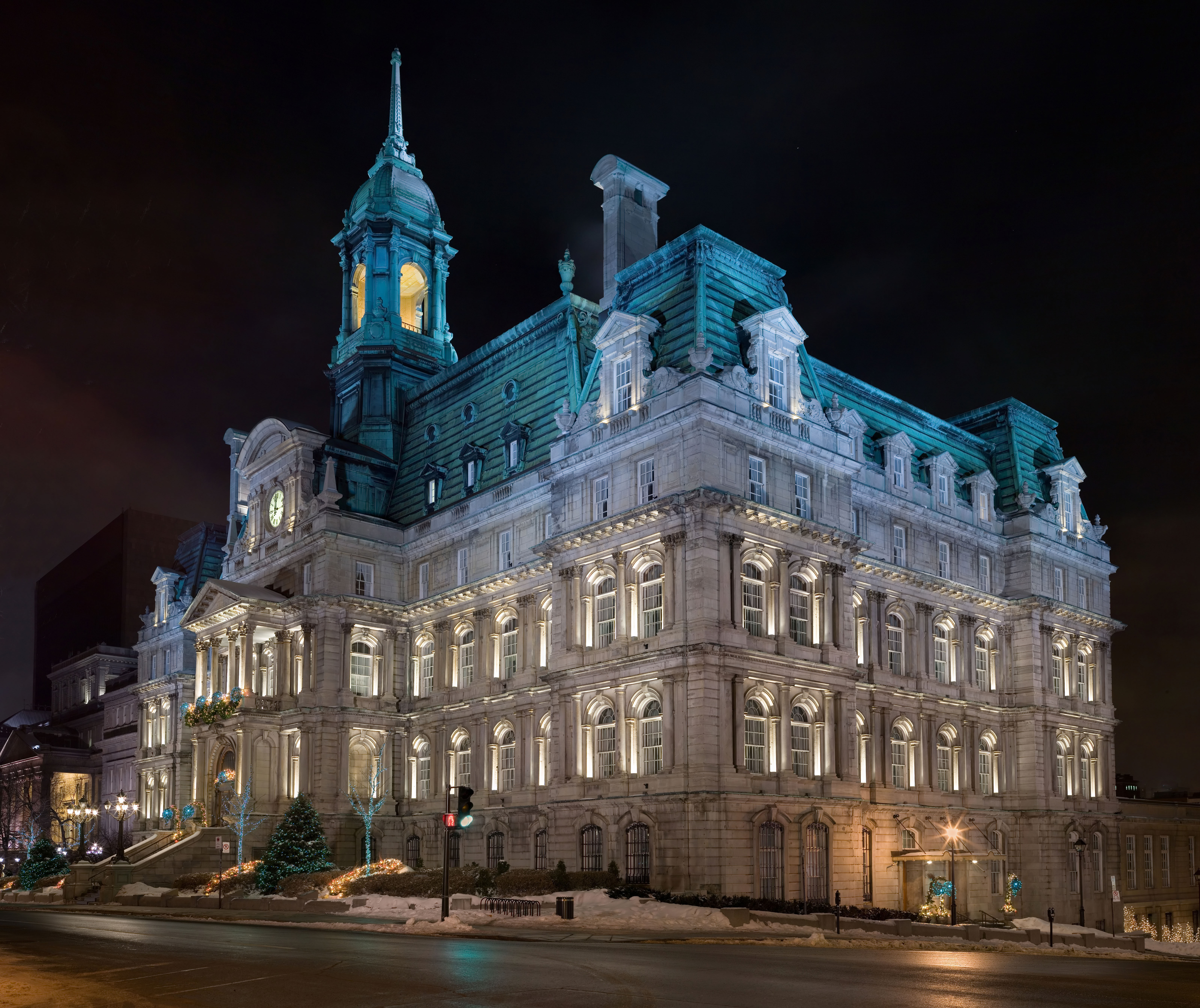
Hôtel de Ville

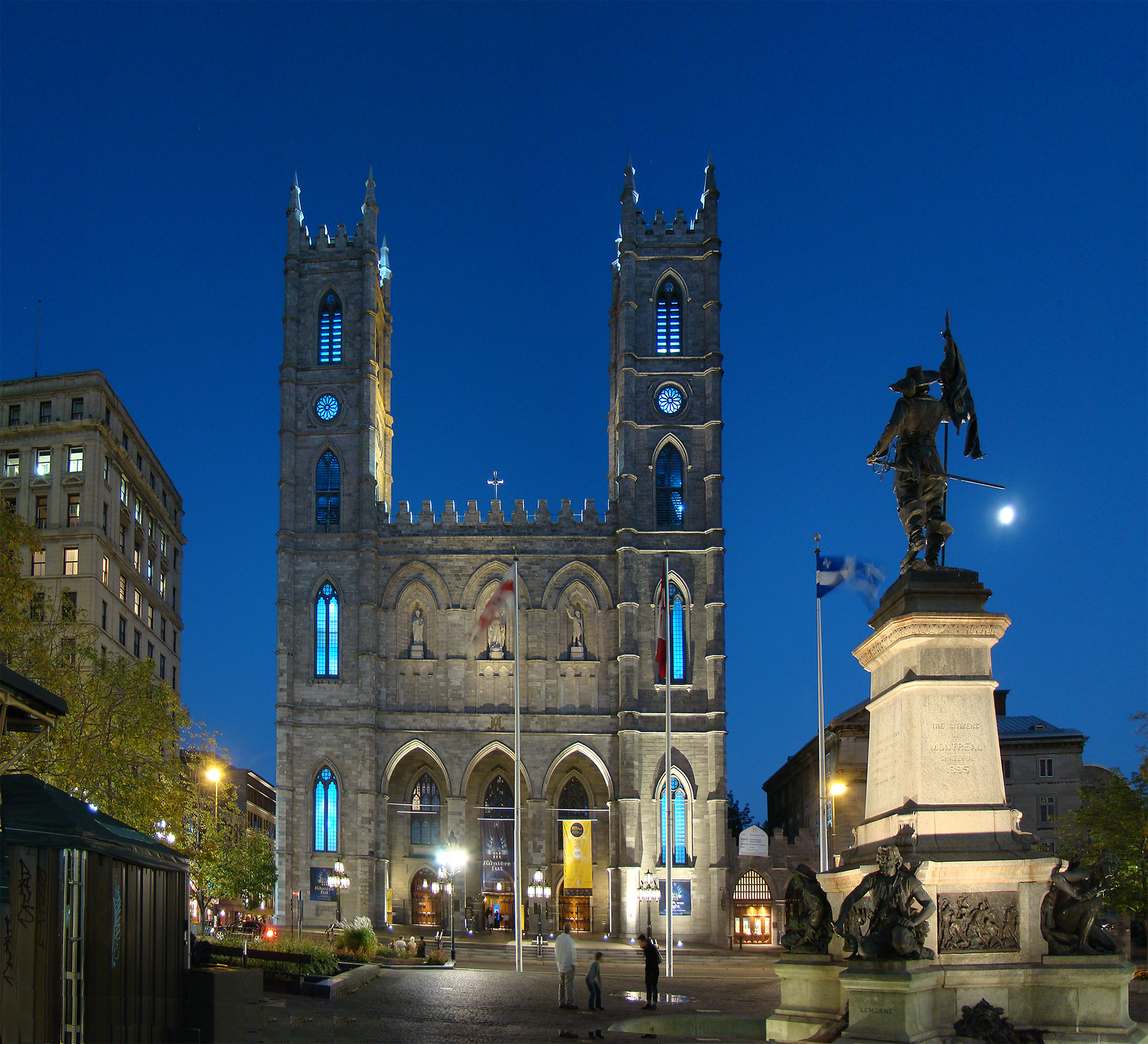
Place d’Armes mit Basilika und Maisonneuve-Denkmal

## Geschichte
Zu Beginn der 1670er Jahre wollte der Sulpizianerorden, der damals die Grundherrschaft über die Insel besaß, eine Pfarrkirche errichten. Bei dieser Gelegenheit sollte auch das Straßenraster der noch jungen Stadt neu festgelegt werden. François Dollier de Casson, örtlicher Vorsteher des Ordens, vermaß 1672 zusammen mit dem Landvermesser Bénigne Basset die neuen Straßen und legte ihre Namen fest. Die erste war die Rue Notre-Dame, die sich in der Folge zur Hauptachse der Altstadt entwickelte.
Die Rue Notre-Dame war zunächst auf den Abschnitt zwischen der Rue de Bonsecours und der Rue McGill beschränkt. Im Zuge der Schleifung der Montrealer Stadtmauern (1804–1810) wurde sie mit der Rue Saint-Joseph im Südwesten und der Rue Sainte-Marie im Nordosten verbunden. Nach einem Stadtratsbeschluss von 1882 erhielt der gesamte Straßenzug den einheitlichen Namen Rue Notre-Dame. Er stimmte auch mit dem Verlauf des 1737 eröffneten Chemin du Roy, einer Straße zwischen den Städten Montreal und Québec, überein.

## Bauwerke
In der Altstadt passiert die Rue Notre-Dame zahlreiche bedeutsame Bauwerke. Dazu gehören das Hôtel de Ville, der Palais de justice, das Château Ramezay, die Basilika Notre-Dame de Montréal, das Vieux Séminaire de Saint-Sulpice und das George-Étienne-Cartier-Haus, der Tour de la Banque Royale und der Place d’Armes. Nördlich des Stadtzentrums passiert sie unter anderem die Molson-Brauerei, den Hafen von Montreal und die Windmühle Pointe-aux-Trembles.

## Weitere Straßen
Im westlichen und zentralen Teil verläuft die Rue Saint-Jacques parallel zur Rue Notre-Dame. Wichtige Querstraßen sind unter anderem die Rue Guy, die Rue Peel, die Rue University, die Rue McGill der Boulevard Saint-Laurent, die Rue Saint-Denis, der Boulevard Pie-IX, der Boulevard Viau und die Autoroute 25.